# As-tu déjà oublié ?
As-tu déjà oublié ? est un album studio du groupe La Souris déglinguée enregistré en 1980 et sorti en 2009.
En 1980, quand Gérard Granel, professeur de philosophie à l'Université du Mirail, décide de donner un coup de pouce au groupe et de participer financièrement à l'enregistrement des premiers morceaux de son répertoire, il ne se doute pas que le vinyle ne sera dans les bacs que trente ans plus tard. Enregistrés sur des bandes 8 pistes et conservés pendant 25 ans par Hervé Philippe, le premier manager de LSD, ce n'est que grâce à Nicus, collectionneur de vieux magnétophones, qu'ils pourront être numérisées par Rémi "Spirou" Berger et mixées par Géant Vert durant l'été 2009. 

## Liste des pistes
| No  | Titre                 | Durée |
| --- | --------------------- | ----- |
| 1.  | Sortie De Garage      | 1:26  |
| 2.  | Salue Les Copains     | 2:15  |
| 3.  | Banlieue Rouge        | 2:15  |
| 4.  | Jeunes Seigneurs      | 2:55  |
| 5.  | Beaucoup De Libertés  | 2:26  |
| 6.  | Yasmina P.A.          | 2:32  |
| 7.  | Tendance Négative     | 2:32  |
| 8.  | Jaurès-Stalingrad     | 3:28  |
| 9.  | Rock'n'roll Vengeance | 3:28  |
| 10. | Pourquoi?             | 2:49  |
| 11. | Marie-France          | 1:38  |
| 12. | Que Vont-ils Devenir? | 1:55  |
| 13. | Jeunes Voleurs        | 1:55  |
| 14. | As-tu Déjà Oublié?    | 3:37  |
| 15. | Détachement F.R.79    | 1:35  |
| 16. | Week-end Sauvage      | 2:34  |